# Wnęka reakcyjna
Wnęka reakcyjna – to nazwa opisująca przestrzeń, w której zachodzi reakcja w kryształach. Możemy ją zdefiniować jako powierzchnię kontaktu sąsiadujących cząsteczek. Rozmiar wnęki ma duże znaczenie, ponieważ może on sprawić, że reakcja będzie przebiegać w sposób heterogeniczny. Przy tym sposobie istnieje ryzyko, że pojedynczy kryształ rozpadnie się na cząstki mikrokrystaliczne, co uniemożliwi pełną analizę struktury krystalicznej produktu po reakcji. Konsekwencją może być zniszczenie kryształu lub całkowite uniemożliwienie przebiegu reakcji. Dzieje się tak w przypadkach, gdy wnęka reakcyjna posiada zbyt małą objętość lub jest zbyt wąska. Jeśli wnęka reakcyjna jest zbyt duża, wtedy reakcja zachodzi w sposób nietopochemiczny.